# Longitud recíproca
La longitud recíproca o la longitud inversa es una medida utilizada en varias ramas de las ciencias y las matemáticas. Como recíproco de longitud, las unidades comunes utilizadas para esta medida incluyen el metro recíproco o metro inverso (símbolo: m−1), el centímetro recíproco o centímetro inverso (símbolo: cm−1) y, en óptica, la dioptría.
- coeficiente de absorción o coeficiente de atenuación, en ciencia de materiales
- curvatura de una línea, en matemáticas
- ganancia, en física láser
- magnitud de vectores en el espacio recíproco, en cristalografía
- más generalmente, cualquier frecuencia espacial, por ejemplo, en ciclos por unidad de longitud
- potencia óptica de una lente, en óptica
- constante de rotación de un rotor rígido, en mecánica cuántica
- número de onda, o magnitud de un vector de onda, en espectroscopía
- densidad de una característica lineal en hidrología y otros campos

## Medida de energía
En algunas ramas de la física, las constantes universales c, la velocidad de la luz y ħ, la constante de Planck reducida, se tratan como unidades (es decir, que c = ħ = 1), lo que conduce a masa, energía, momento, frecuencia y longitud recíproca todos con la misma unidad. Como resultado, la longitud recíproca se utiliza como medida de energía. La frecuencia de un fotón produce una cierta energía de fotón, según la relación de Planck-Einstein, y la frecuencia de un fotón está relacionada con su frecuencia espacial a través de la velocidad de la luz. La frecuencia espacial es una longitud recíproca que, por tanto, puede utilizarse como medida de energía, normalmente de una partícula. Por ejemplo, el centímetro recíproco, cm−1, es una unidad de energía igual a la energía de un fotón con una longitud de onda de 1 cm. Esa energía asciende a aproximadamente 1.24×10−4 eV o 1.986×10−23 J.
La energía es inversamente proporcional al tamaño de la unidad de la cual se usa el recíproco, e inversamente proporcional al número de unidades recíprocas de longitud. En otras palabras, cuanto mayor sea la cantidad de longitud inversa, menor será la energía. Por ejemplo, en términos de energía, un metro recíproco equivale a 10−2 (una centésima) tanto como un centímetro recíproco. Cinco metros recíprocos son cinco veces menos energía, o una quinta parte de la energía, que un metro recíproco.

## Otras lecturas
- Barrett, A. J. (11 de julio de 1983). «A two-parameter perturbation series for the reciprocal length of polymer chains and subchains». Journal of Physics A: Mathematical and General 16 (10): 2321-2330. Bibcode:1983JPhA...16.2321B. doi:10.1088/0305-4470/16/10/027.

- Datos: Q1028259